# Antoni Sałacki
Antoni Sałacki (ur. 9 marca 1774 w Żurawicy, zm. 15 sierpnia 1831 w Warszawie) – oficer wojsk I Rzeczypospolitej, Wojsk Tadeusza Kościuszki i Armii Księstwa Warszawskiego oraz generał brygady Wojsk Polskich Królestwa Kongresowego.

## Życiorys
W wieku lat ośmiu Sałacki wstąpił do Szkoły Kadetów, mając lat 14 został sierżantem w koronnym korpusie saperskim, w roku 1789 awansował na podporucznika. Brał udział w wojnie polsko-rosyjskiej 1792 roku, walczył m.in. w bitwie pod Zieleńcami. W roku 1794 postąpił na kapitana i wziął udział w obronie Warszawy w czasie insurekcji kościuszkowskiej. W końcu tegoż roku wziął abszyt w stopniu majora.
W roku 1810 Sałacki powrócił do służby czynnej i podjął służbę w stopniu kapitana w korpusie saperów wojsk Księstwa Warszawskiego. W tym samym roku awansował ponownie na majora. Wyróżnił się w czasie kampanii rosyjskiej Napoleona (1812) i otrzymał w tym roku Order Virtuti Militari. Walczył także w kampaniach 1813 i 1814 roku, po bitwie pod Lipskiem Napoleon odznaczył go krzyżem Legii Honorowej. 
Po upadku Napoleona Sałacki wstąpił do Korpusu Inżynierów. W 1820 roku awansował na pułkownika, a 24 maja 1829 roku na generała brygady.
Sałacki przystąpił do powstania listopadowego, ale w połowie roku 1831 został oskarżony o konszachty z dowództwem rosyjskim i uwięziony na zamku warszawskim. 15 sierpnia 1831 (noc sierpniowa) na zamek wdarł się rozwścieczony niepowodzeniami powstania motłoch warszawski i zlinczował Sałackiego i inne osoby przetrzymywane w areszcie.
Antoni Sałacki był siódmym generałem-Polakiem i bohaterem kampanii napoleońskich, który zginął w czasie powstania listopadowego z rąk rodaków (zob. m.in. Ignacy Blumer). Pochowano go w mogile ziemnej na warszawskich Powązkach. Pozostawił żonę i córki.

## Kariera wojskowa
- Kadet - 1782
- Sierżant - 1788
- Konduktor - 1789
- Podporucznik - 1789
- Porucznik - 1792
- Kapitan - 1794
- Major i abszyt - 1794
- Kapitan - 1810
- Major - 1810
- Podpułkownik - 1813
- Pułkownik - 1820
- Generał brygady - 1829